# 美國高山俱樂部
美國高山俱樂部（ American Alpine Club, AAC）是一個非營利性的會員組織，其目標是“一個團結的社區包括有能力的登山者和健康的攀登景觀。”。俱樂部位於美國科羅拉多州金山美國登山中心（AMC）。通過其成員，AAC倡導國內和世界各地的美國登山者;提供贈款和志願機會保護和保護攀登地區;舉辦地方和全國攀岩節日活動;關心國家領先的攀登圖書館和登山博物館;管理Hueco Rock Ranch，New River Gorge Campground，以及Grand Teton Climbers's Ranch，作為登山者較大的住宿網絡的一部分;每年為攀登，保護和研究資助提供大約10萬美元，資助那些旅行世界的冒險者。它還在整個美國維護區域性工作人員和志願者。
AAC每年出版兩本期刊“美國高山年報”（AAJ）和“北美登山事故（事故）”和“指南”。這些期刊的收藏以及成千上萬的其他與攀登相關的出版物和登山文學，可以在位於AMC的美國高山俱樂部圖書館的亨利·聖霍爾（Henry S. Hall）找到。 AAC是一個501（c）3組織，由個人，公司和基金會的會員和會員的禮物和贈款以及住宿，出版物和限制性禀賦的收入支持。

## 外部連結
- https://americanalpineclub.org/ （页面存档备份，存于）